# ليمون منقبض
الليمون المنقبض أو الشيكواسا أو الليمون الهيرامي (الاسم العلمي:Citrus depressa) هو نوع من النباتات يتبع جنس الليمون من الفصيلة السذابية.